# Aeroportul Sancti Spíritus
Aeroportul Sancti Spíritus (IATA: USS, ICAO: MUSS) este un aeroport din Sancti Spíritus, Provincia de Sancti Spíritus⁠(d), Cuba ce deservește zona Sancti Spíritus. A fost numit după zona deservită.
Situat la o altitudine de 90 m, aeroportul dispune de o singură pistă.